# Miss Porto Rico

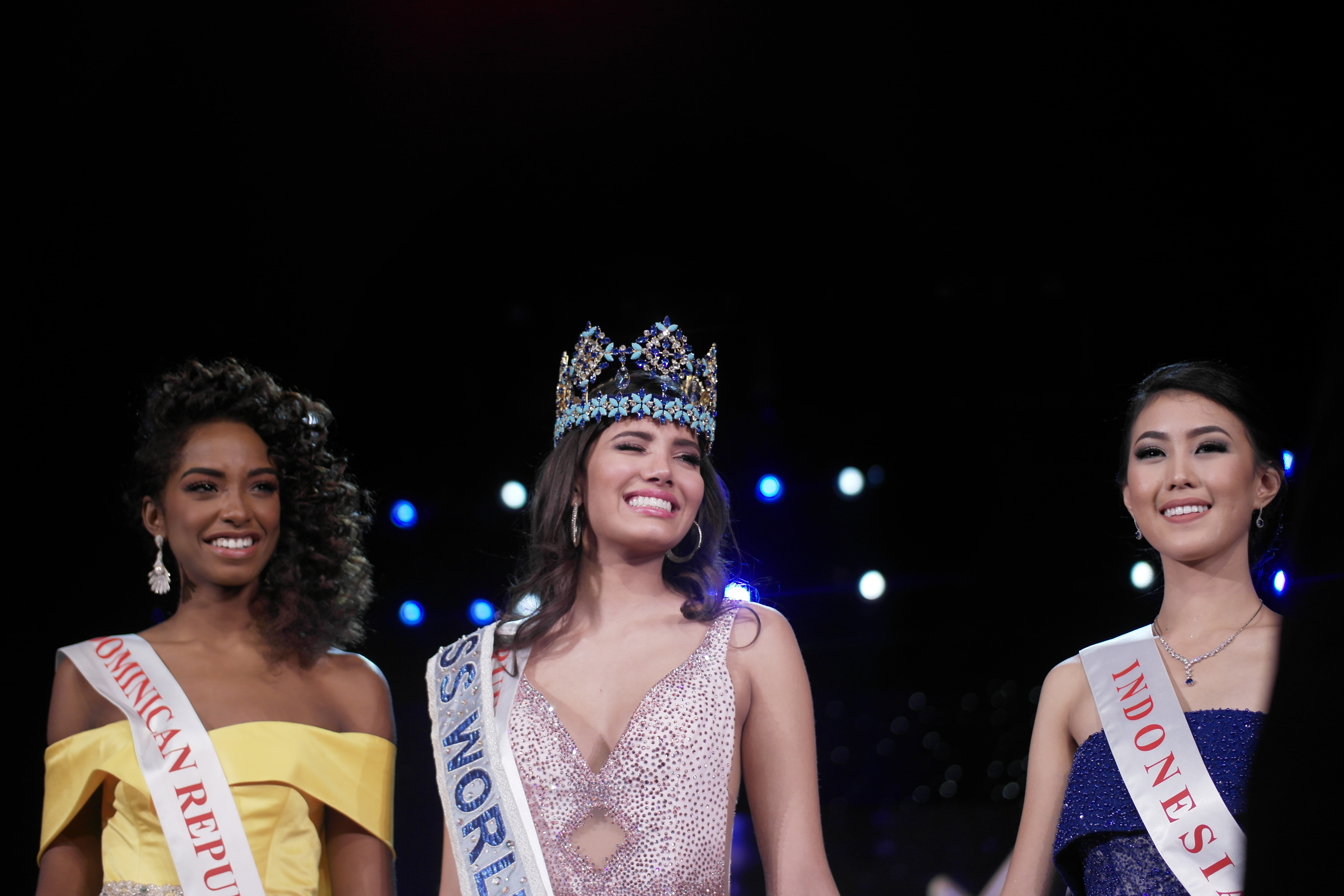
Ao centro, Stephanie del Valle Díaz, porto-riquenha que venceu o Miss Mundo 2016.

Miss Porto Rico (em português para Miss Universe Puerto Rico) é um concurso de beleza nacional realizado anualmente na capital do país para eleger a melhor portorriquenha, para que esta represente seu país e sua cultura no Miss Universo. Realizado desde os anos cinquenta, o concurso passou por várias mudanças no nome e organização. O país é um dos mais bem sucedidos na história do certame internacional, ocupando o terceiro lugar no ranking geral. É detentor de cinco coroas.

## Coordenação
| Coordenador          | Período     |
| Anna Santisteban     | 1952 a 1995 |
| Telemundo            | 1996 a 1998 |
| Univision Porto Rico | 1999 a 2002 |
| Magali Febles        | 2003 a 2008 |
| Desireé Lowry        | 2009 a 2017 |
| Denise Quiñones      | 2018        |

## Vencedoras
| Ano  | Vencedora                     | Cidade        | Colocação              |
| 1952 | Marilia Bernal                | Lares         |                        |
| 1953 | Wanda Irizarry                |               |                        |
| 1954 | Lucy Santiago                 |               |                        |
| 1955 | Carmen Bitancourt             |               |                        |
| 1956 | Paquita Vivo Cólon            | San Lorenzo   |                        |
| 1957 | Mapita Mercado                |               |                        |
| 1961 | Enid del Valle                |               |                        |
| 1962 | Ana Celia Sosa                |               |                        |
| 1963 | Janette Blascoechea           |               |                        |
| 1964 | Yolanda Rodríguez             |               |                        |
| 1965 | Gloria Cobain Diaz            |               |                        |
| 1966 | Carol Barajadas               |               |                        |
| 1967 | Yvonne Coll                   | Fajardo       |                        |
| 1968 | Marylene Carrasquillo         |               |                        |
| 1969 | Aída Betancourt               | San Juan      |                        |
| 1970 | Marisol Malaret               | San Juan      | MISS UNIVERSO 1970     |
| 1971 | Beba Franco                   | San Juan      | 4º. Lugar              |
| 1972 | Barbara Torres                | San Juan      |                        |
| 1973 | Gladys Colón Díaz             | Orocovis      |                        |
| 1974 | Sonia María Chardón           | San Juan      | Semifinalista (Top 12) |
| 1975 | Lorell Del Carmona            | San Germán    |                        |
| 1976 | Elizabeth Zayas Ortiz         | Salinas       |                        |
| 1977 | Maria del Mar Rivera          | Ponce         |                        |
| 1978 | Ada Cecilia Flores †          | San Juan      |                        |
| 1979 | Teresa López                  | Mayagüez      |                        |
| 1980 | Agnes Tañón Correa            | Caguas        | Semifinalista (Top 12) |
| 1981 | Carmen Lotti Rodríguez        | Guaynabo      |                        |
| 1982 | Lourdes Milagros Mantero      | Juncos        |                        |
| 1983 | Carmen Batíz Vergara          | Trujillo Alto |                        |
| 1984 | Sandra Beauchamp Roche        | Mayagüez      |                        |
| 1985 | Deborah Carthy-Deu            | San Juan      | MISS UNIVERSO 1985     |
| 1986 | Elizabeth Robison             | San Germán    | Semifinalista (Top 10) |
| 1987 | Laurie Simpson                | San Juan      | 5º. Lugar              |
| 1988 | Isabel Pardo                  | Guaynabo      |                        |
| 1989 | Catalina Villa                | Salinas       |                        |
| 1990 | Luisa Fortuño                 | Guaynabo      |                        |
| 1991 | Lizzette Bouret               | Toa Alta      |                        |
| 1992 | Daisy Garcia                  | Bayamón       |                        |
| 1993 | Dayanara Torres               | Toa Alta      | MISS UNIVERSO 1993     |
| 1994 | Brenda Robles                 | Isabela       |                        |
| 1995 | Desirée Lowry                 | Corozal       | Finalista (Top 06)     |
| 1996 | Sarybel Velilla               | Toa Alta      |                        |
| 1997 | Ana Rosa Brito                | San Juan      | Semifinalista (Top 10) |
| 1998 | Joyce Giraud                  | Aguas Buenas  | 3º. Lugar              |
| 1999 | Brenda Liz López              | Lares         | Semifinalista (Top 10) |
| 2000 | Zoraida Fonalledas            | Guaynabo      |                        |
| 2001 | Denise Marie Quiñones         | Lares         | MISS UNIVERSO 2001     |
| 2002 | Isis Marie Casalduc           | Utuado        |                        |
| 2003 | Carla Rodríguez               | Vieques       |                        |
| 2004 | Alba Giselle Reyes            | Cidra         | 3º. Lugar              |
| 2005 | Cynthia Enid Olavarría        | Salinas       | 2º. Lugar              |
| 2006 | Zuleyka Rivera Mendoza        | Salinas       | MISS UNIVERSO 2006     |
| 2007 | Wilmadilis "Uma" Blasini      | Guayanilla    |                        |
| 2008 | Ingrid Marie Rivera           | Dorado        |                        |
| 2009 | Mayra Matos Pérez             | Cabo Rojo     | 5º. Lugar              |
| 2010 | Mariana Paola Vicente         | Río Grande    | Semifinalista (Top 10) |
| 2011 | Viviane Ortiz Pastrana        | Corozal       | Semifinalista (Top 16) |
| 2012 | Bodine Koehler Peña           | Río Grande    |                        |
| 2013 | Moníc Marie Pérez Díaz        | Arecibo       | Semifinalista (Top 16) |
| 2014 | Gabriela Berríos Pagán        | Toa Baixa     |                        |
| 2015 | Catalina Morales Gómez        | Guaynabo      |                        |
| 2016 | Brenda Azaria Jiménez         | Aguadilla     |                        |
| 2017 | Danyeshka Hernández Valentí   | San Juan      |                        |
| 2018 | Kiara Liz Ortega Delgado      | Rincón        | Finalista (Top 5)      |
| 2019 | Madison Sara Anderson Berríos | Toa Baixa     | 2º. Lugar              |
| 2020 | Estefanía Soto                | San Sebastián | Semifinalista (Top 10) |
| 2021 | Michelle Marie Colón Ramírez  | Loíza         | Semifinalista (Top 10) |
| 2022 | Ashley Cariño                 | Fajardo       | TBA                    |

## Ligações Externas
- Página oficial
- Miss Porto Rico no Wikipedia, em inglês
- Magali Febles no Diario Dom